# 蓬尾浣熊属
蓬尾浣熊属（学名：Bassariscus）是食肉目浣熊科的一属，分布于美国西南部至中美洲一带。本属包括以下2种：
- 蓬尾浣熊（Bassariscus astutus）
- 中美蓬尾浣熊（Bassariscus sumichrasti）